# August Bohny
Pour les articles homonymes, voir Bohny.
Auguste ou August Bohny, né à Bâle (Suisse) le 9 juillet 1919 et mort dans cette même ville le 18 août 2016, est un enseignant et orthophoniste suisse. En 1990, il est reconnu comme Juste parmi les nations pour son action au Chambon-sur-Lignon (Haute-Loire) de 1941 à 1944, durant laquelle il accueillit de nombreux enfants juifs et espagnols. Son épouse Friedel Bohny-Reiter, rencontrée en 1942, reçoit la même distinction pour son action au camp de Rivesaltes cette même année.

## Biographie
Le père de Bohny travaillait dans les chemins de fer. August a fréquenté le lycée et a appris le piano et la clarinette. Il était membre de Service Civil International, une ONG internationale. Entre 1939 et 1941, il étudie dans un séminaire d'enseignants. Il est également diplômé de l'école des recrues de l'armée suisse.

### Pendant la Seconde Guerre mondiale
Au cours de la guerre, Bohny est actif dans une organisation appelée « Le Secours Suisse », fondée par Maurice Dubois, qui lui aussi a été reconnu comme Juste parmi les Nations. L'organisation opérait dans le sud de la France, entre autres à Toulouse, ainsi qu'au Chambon-sur-Lignon, en France. Bohny et son épouse, Friedel Bohny-Reiter, dirigent une institution au Chambon où quelque 800 enfants sont sauvés entre 1941 et 1944 des camps de concentration et cachés dans l’établissement pour des périodes allant de trois à six mois, jusqu’à ce qu’ils trouvent d’autres cachettes. Certains sont orphelins, d'autres sont juifs et d'autres encore menacés comme enfants de clandestins ou de résistants.
Bohny a œuvré à garder la police française et la Gestapo loin de l'institution et à cacher la présence d'enfants juifs à cet endroit.

### Après la guerre
Bohny est enseignant et orthophoniste. En 1945, il co-fonde un foyer pour enfants dans le canton d'Appenzell Rhodes-Extérieures en Suisse, qui met en œuvre le système éducatif Pestalozzi. Il aide les enfants survivants du camp de Buchenwald et milite dans d'autres structures pour les enfants, notamment néerlandais blessés aux Pays-Bas au cours de l'hiver 1944-1945. Entre 1979 et 1995, Bohny est à la tête de l’Organisation suisse des aveugles.
Il décède à Bâle le 18 août 2016, à l'âge de 97 ans.